# Route 401 (Terre-Neuve-et-Labrador)
Pour les articles homonymes, voir Route 401.
La route 401 est une courte route tertiaire de la province de Terre-Neuve-et-Labrador d'orientation nord-sud située dans le centre-ouest de l'île de Terre-Neuve. Elle est une route très faiblement empruntée, reliant la Route Transcanadienne, la route 1, à la petite ville de Howley, en suivant la rive ouest du lac Sandy. Route alternative de la 1, elle est nommée Howley Road, mesure 14 kilomètres, et est une route asphaltée sur l'entièreté de son tracé.

## Communautés traversées
- Howley